# Gran Premio del Messico 1969
Il Gran Premio del Messico 1969,  VIII Gran Premio de Mexico e undicesima e ultima gara del campionato di Formula 1 del 1969, si è svolto il 19 ottobre sul Circuito Magdalena Mixucha di Città del Messico ed è stato vinto da Denny Hulme su McLaren-Ford Cosworth.
Il giro più veloce è stato segnato da Jacky Ickx.

## Qualifiche
| Pos | No | Pilota               | Costruttore  | Scuderia                              | Tempo   | Distacco |
| --- | -- | -------------------- | ------------ | ------------------------------------- | ------- | -------- |
| 1   | 8  | Jack Brabham         | Brabham-Ford | Motor Racing Developments Ltd         | 1:42.90 | -        |
| 2   | 7  | Jacky Ickx           | Brabham-Ford | Motor Racing Developments Ltd         | 1:43.60 | +0.70    |
| 3   | 3  | Jackie Stewart       | Matra-Ford   | Matra International                   | 1:43.67 | +0.77    |
| 4   | 5  | Denny Hulme          | McLaren-Ford | Bruce McLaren Motor Racing            | 1:43.70 | +0.80    |
| 5   | 10 | Jo Siffert           | Lotus-Ford   | Rob Walker/Jack Durlacher Racing Team | 1:43.81 | +0.91    |
| 6   | 2  | Jochen Rindt         | Lotus-Ford   | Gold Leaf Team Lotus                  | 1:43.94 | +1.04    |
| 7   | 6  | Bruce McLaren        | McLaren-Ford | Bruce McLaren Motor Racing            | 1:44.75 | +1.85    |
| 8   | 4  | Jean-Pierre Beltoise | Matra-Ford   | Matra International                   | 1:45.58 | +2.68    |
| 9   | 18 | Piers Courage        | Brabham-Ford | Frank Williams Racing Cars            | 1:47.23 | +4.33    |
| 10  | 14 | John Surtees         | BRM          | Owen Racing Organisation              | 1:47.29 | +4.39    |
| 11  | 9  | John Miles           | Lotus-Ford   | Gold Leaf Team Lotus                  | 1:47.76 | +4.86    |
| 12  | 15 | Jackie Oliver        | BRM          | Owen Racing Organisation              | 1:48.01 | +5.11    |
| 13  | 19 | Silvio Moser         | Brabham-Ford | Silvio Moser Racing Team              | 1:48.25 | +5.35    |
| 14  | 16 | Johnny Servoz-Gavin  | Matra-Ford   | Matra International                   | 1:48.74 | +5.84    |
| 15  | 12 | Pedro Rodríguez      | Ferrari      | North American Racing Team            | 1:49.46 | +6.56    |
| 16  | 21 | Pete Lovely          | Lotus-Ford   | Pete Lovely Volkswagen Inc.           | 1:50.34 | +7.44    |
| 17  | 22 | George Eaton         | BRM          | Owen Racing Organisation              | 1:52.30 | +9.40    |

## Gara
| Pos | No | Pilota               | Costruttore  | Giri | Tempo/Ritiro        | Pos. Griglia | Punti |
| --- | -- | -------------------- | ------------ | ---- | ------------------- | ------------ | ----- |
| 1   | 5  | Denny Hulme          | McLaren-Ford | 65   | 1:54:08.80          | 4            | 9     |
| 2   | 7  | Jacky Ickx           | Brabham-Ford | 65   | + 2.56              | 2            | 6     |
| 3   | 8  | Jack Brabham         | Brabham-Ford | 65   | + 38.48             | 1            | 4     |
| 4   | 3  | Jackie Stewart       | Matra-Ford   | 65   | + 47.04             | 3            | 3     |
| 5   | 4  | Jean-Pierre Beltoise | Matra-Ford   | 65   | + 1:38.52           | 8            | 2     |
| 6   | 15 | Jackie Oliver        | BRM          | 63   | + 2 Giri            | 12           | 1     |
| 7   | 12 | Pedro Rodríguez      | Ferrari      | 63   | + 2 Giri            | 15           |       |
| 8   | 16 | Johnny Servoz-Gavin  | Matra-Ford   | 63   | + 2 Giri            | 14           |       |
| 9   | 21 | Pete Lovely          | Lotus-Ford   | 62   | + 3 Giri            | 16           |       |
| 10  | 18 | Piers Courage        | Brabham-Ford | 61   | + 4 Giri            | 9            |       |
| 11  | 19 | Silvio Moser         | Brabham-Ford | 60   | Perdita di benzina  | 13           |       |
| Ret | 14 | John Surtees         | BRM          | 53   | Cambio              | 10           |       |
| Ret | 2  | Jochen Rindt         | Lotus-Ford   | 21   | Sospensione         | 6            |       |
| Ret | 22 | George Eaton         | BRM          | 6    | Cambio              | 17           |       |
| Ret | 10 | Jo Siffert           | Lotus-Ford   | 4    | Incidente           | 5            |       |
| Ret | 9  | John Miles           | Lotus-Ford   | 3    | Pompa della benzina | 11           |       |
| DNS | 6  | Bruce McLaren        | McLaren-Ford | 0    | Non Parte           | 7            |       |

## Statistiche

### Piloti
- 5ª vittoria per Denny Hulme
- 50º Gran Premio per Jackie Stewart

### Costruttori
- 4° vittoria per la McLaren
- 50° podio per la Brabham

### Motori
- 26° vittoria per il motore Ford Cosworth
- 25ª pole position per il motore Ford Cosworth

### Giri al comando
- Jackie Stewart (1-5)
- Jacky Ickx (6-9)
- Denny Hulme (10-65)

## Classifiche Mondiali

### Piloti
| Pos. | Pilota               | Punti |
| ---- | -------------------- | ----- |
| 1    | Jackie Stewart       | 63    |
| 2    | Jacky Ickx           | 37    |
| 3    | Bruce McLaren        | 26    |
| 4    | Jochen Rindt         | 22    |
| 5    | Jean-Pierre Beltoise | 21    |
| 6    | Denny Hulme          | 20    |
| 7    | Graham Hill          | 19    |
| 8    | Piers Courage        | 16    |
| 9    | Jo Siffert           | 15    |
| 10   | Jack Brabham         | 14    |
| 11   | John Surtees         | 6     |
| 12   | Chris Amon           | 4     |
| 13   | Richard Attwood      | 3     |
|      | Vic Elford           | 3     |
|      | Pedro Rodríguez      | 3     |
| 16   | Johnny Servoz-Gavin  | 1     |
|      | Silvio Moser         | 1     |
|      | Jackie Oliver        | 1     |

### Costruttori
| Pos. | Team                  | Punti   |
| ---- | --------------------- | ------- |
| 1    | Matra-Ford Cosworth   | 66      |
| 2    | Brabham-Ford Cosworth | 49 (51) |
| 3    | Lotus-Ford Cosworth   | 47      |
| 4    | McLaren-Ford Cosworth | 38 (40) |
| 5    | Ferrari               | 7       |
| 6    | BRM                   | 7       |